# MV Ulster Prince (1929)
«Ulster Prince» — один из трёх однотипных паромов, осуществлявших рейсы через Ирландское море с 1929 по 1939 год. Во время Второй мировой войны использовался в качестве транспорта. В апреле 1941 года наскочил на мель у берегов Греции и был потоплен немецкой авиацией.

## История
Паром Ulster Prince был построен на верфи Harland and Wolff в Белфасте. Судно было спущено на воду 25 апреля 1929 года и передано заказчику 3 марта 1930 года. Он использовался для сообщения между Белфастом и Ливерпулем вместе со своими систершипами Ulster Queen и Ulster Monarch.
После начала Второй мировой войны паром был переоборудован в войсковой транспорт. В январе 1941 года судно одним из первых пришло в захваченный союзниками порт Тобрука в Ливии. В апреле, во время операции «Демон», судно наскочило на мель вблизи Нафплиона и позднее было уничтожено немецкой авиацией.  